# Cerkiew Narodzenia Bogurodzicy w Sieniawie
Cerkiew Narodzenia Bogurodzicy w Sieniawie – dawna parafialna cerkiew greckokatolicka, wzniesiona w 1874.
W latach 1947–53 nieczynna kultowo, służyła jako magazyn. W 1953 przejęta przez kościół rzymskokatolicki i użytkowana jako  kościół filialny pw Matki Bożej Częstochowskiej parafii w Głębokiem.
Obiekt wpisany w 1992 do rejestru zabytków.

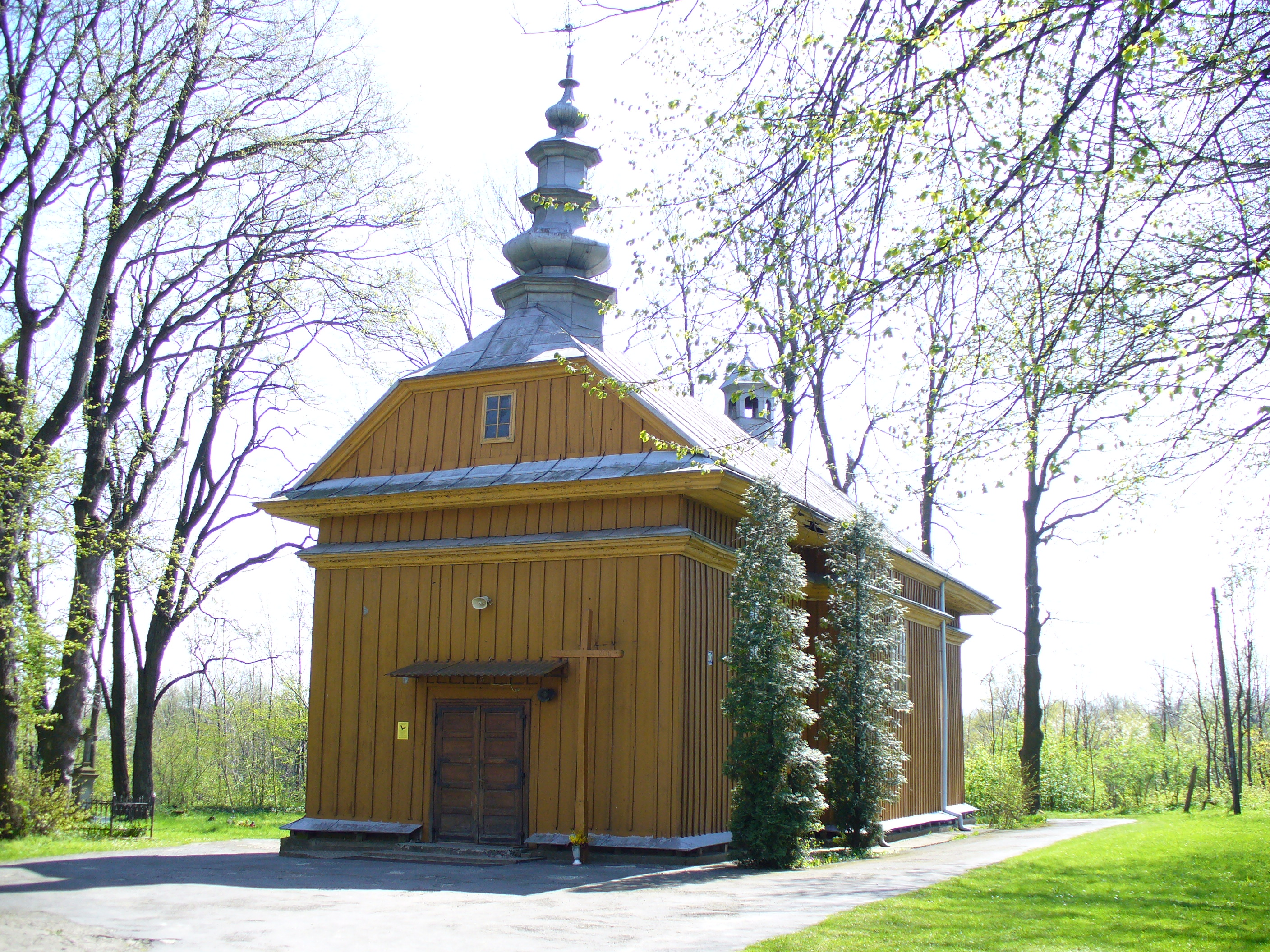
Elewacja frontowa
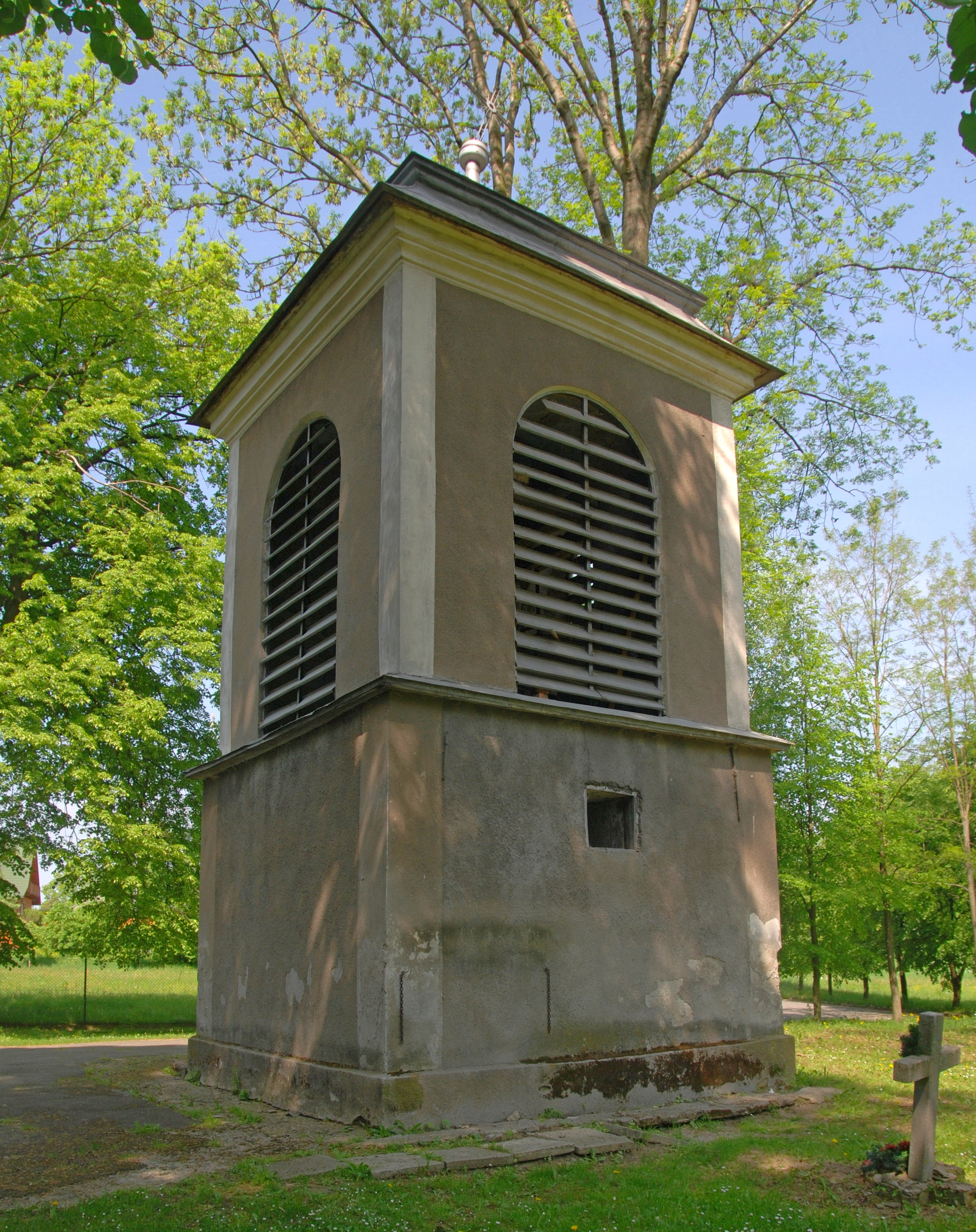
Dzwonnica
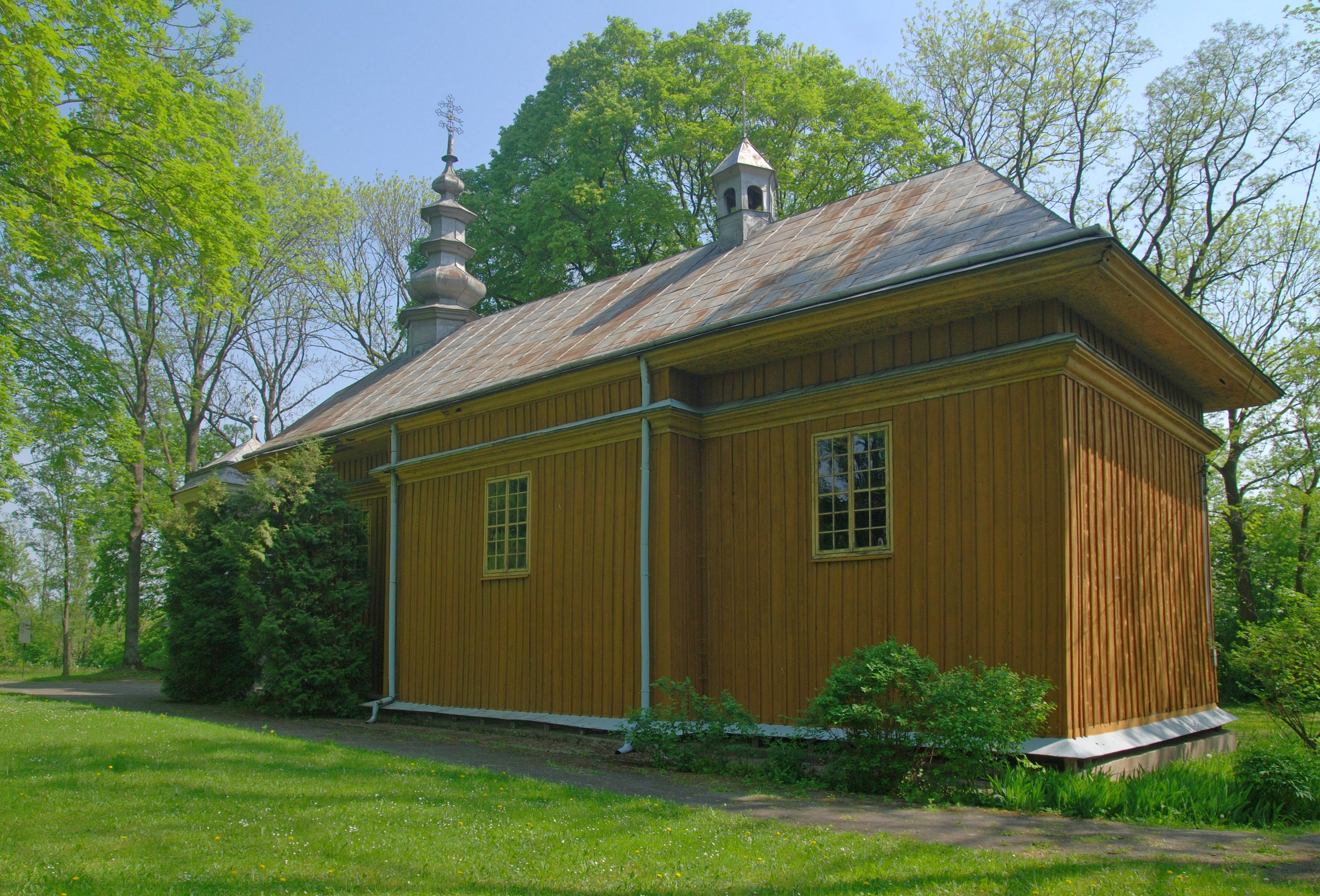
Elewacja zachodnia